# دریاچه آک‌کول
دریاچه آک‌کول (به قزاقی: Akkol) یک دریاچه آب شور در قزاقستان است که در حوضه تورگای واقع شده‌است.